# مركز عمان لدراسات حقوق الإنسان
مركز عمان لدراسات حقوق الإنسان مؤسسة علمية غير حكومية مستقلة في الأردن يقوم باجراء الدراسات حول كل ما يتعلق بحقوق الإنسان والحريات ويصدر تقارير عن الحريات في الأردن

وللمركز مرصد متخصص بالانتخابات في العالم العربي، كما يصدر نشرات دورية متخصصة بالاستحقاقات الانتخابية، ويعد شهرياً حلقة تعنى بالتمكين السياسي للمرأة العربية تحت عنوان (واقع المرأة العربية في ظل النظم الانتخابية). كما أنه يقيم يقيم دورات توعية وتثقيف بحقوق الإنسان بصورة عامة وبحقوق المرأة والحريات الأكاديمية.

## وصلات خارجية
- الموقع الرسمي